# T-Mobile (États-Unis)
T-Mobile aux États-Unis est une entreprise de télécommunications mobile américaine. En 2020, elle est le troisième opérateur de téléphonie mobile des États-Unis à la suite de sa fusion avec Sprint avec plus de 80 millions d’abonnés, derrière AT&T Mobility, Verizon Wireless .
À la suite de la fusion, T-Mobile garde son nom.

## Histoire

Logo de voiceStream Wireless, avant T-Mobile.

T-Mobile aux États-Unis a été créée sous le nom de VoiceStream Wireless, comme succursale de la société Western Wireless (en) avant d'être séparée et de devenir une compagnie indépendante en 1999. À la fin de l'année 1999, la société acquiert deux opérateurs GSM : Aerial Communications dans le Midwest et Omnipoint au nord-est du pays. 
En mai 2001, VoiceStream est rachetée par Deutsche Telekom pour la somme de 24 milliards de dollars et change de nom pour devenir T-Mobile en septembre 2002.
En janvier 2007, T-Mobile USA était le quatrième plus gros opérateur mobile aux États-Unis avec 25 millions d'abonnés. Étant le plus petit fournisseur opérant sur l'ensemble du territoire national, T-Mobile USA est souvent compétitif sur ses prix et attire un marché de jeunes. La société est également performante sur les accessoires : elle a été la première compagnie américaine à lancer un service de sonneries (appelé "CallerTunes"), de messages vidéo et de "HiFi Ringers" (sonneries sous forme de clips de titres musicaux).
En octobre 2012, T-Mobile aux États-Unis fusionne son réseau avec celui de MetroPCS, seule la marque T-Mobile subsiste, les anciens actionnaires de MetroPCS détiennent alors 26 % de la nouvelle entité et T-Online (Deutsche Telekom) détient les 72 % restants.
En juin 2014, Sprint a tenté de négocier l'acquisition de T-Mobile aux États-Unis pour 32 milliards de dollars. Fin juillet 2014, l'entreprise française Iliad (propriétaire de Free et Free Mobile, en France) annonce qu'elle est aussi candidate pour racheter T-Mobile USA. Début août 2014, Sprint abandonne son projet de rachat car les autorités de régulation de la concurrence ne sont pas favorables au passage de quatre à trois opérateurs sur le territoire américain. 
En octobre 2014, Deutsche Telekom, l'actionnaire majoritaire, rejette une offre de rachat d'Iliad. En juin 2015, Dish Network et T-mobile USA étaient en discussion pour réaliser une fusion de leur activité qui n'a pas abouti.[réf. nécessaire]
En juin 2016, T-Mobile USA est devenu le troisième plus important opérateur mobile nord-américain avec 67 millions d'abonnés, derrière AT&T et Verizon Wireless ; c'est aussi l'opérateur qui a connu la plus forte croissance depuis 2013.
En novembre 2017, après des nombreuses rumeurs, Sprint et T-Mobile USA annoncent avoir renoncé à une nouvelle fusion, après en avoir discuté conjointement. Mais en avril 2018, Sprint et T-Mobile annoncent une nouvelle tentative de fusionner leurs activités,. En juin 2019, la fusion reçoit l'aval de la FCC, à la suite de cela 10 procureurs généraux de neuf États annoncent lancer des procédures juridiques contre la fusion, suivi de 4 autres peu de temps après. En juillet 2019, le ministère de la justice américain annonce donner son accord à la fusion, mais demande à T-Mobile de vendre pour 5 milliards de dollars certaines de ses activités, dont des fréquences et sa marque de carte prépayée Boost, à Dish.
La fusion est finalisée le 1er avril 2020 ; la nouvelle société conserve le nom de T-Mobile.
En juin 2020, SoftBank annonce vendre deux tiers de sa participation de 24,6 % dans T-Mobile US, pour 21 milliards de dollars, ne détenant plus qu'une part très minoritaire par rapport à Deutsche Telekom.
Le nouvel ensemble T-Mobile USA/Sprint (80 millions de clients) est le 3ème parmi les principaux opérateurs de télécommunications des États-Unis, derrière AT&T (155 millions), et  Verizon (118 millions). La fusion T-Mobile/Sprint est motivée par l'arrivée de la 5G, déjà une réalité dans plusieurs villes des États-Unis, elle s'engage sur une couverture 5G sur 99 % du territoire américain six ans après la fusion.
En 2021, Deutsche Telekom, renforce son contrôle sur sa filiale américaine T-Mobile, deuxième opérateur mobile aux États-Unis, source de 60 % de ses profits, grâce à un échange d’actions avec le groupe japonais SoftBank. Deutsche Telekom détiendra plus de 48 % de sa filiale américaine.
En mai 2024, T-Mobile annonce l'acquisition des activités mobiles de US Cellular pour 4,4 milliards de dollars.

## Couverture réseau

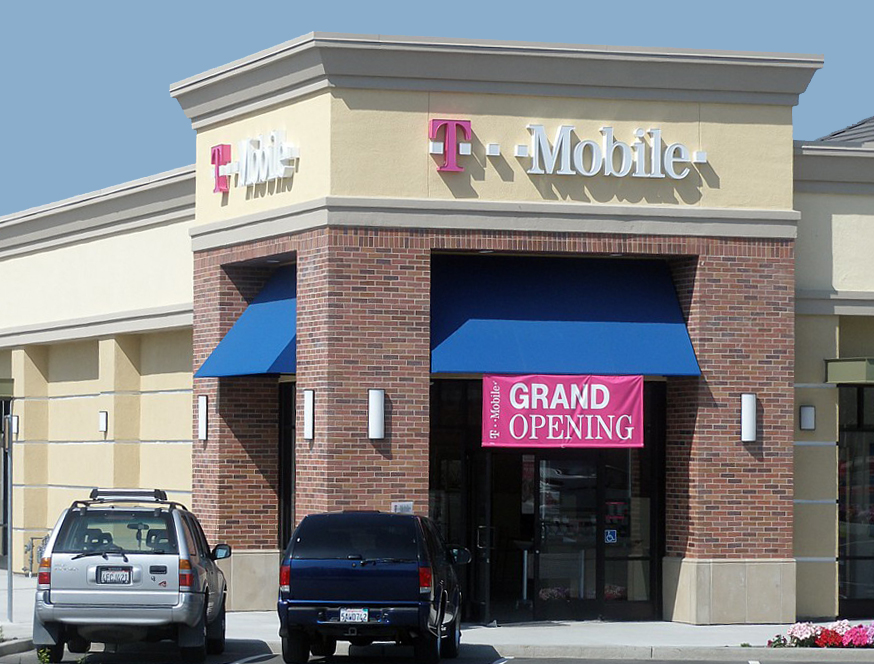
Un magasin T-Mobile à San José en Californie.

Bien qu'initialement le réseau mobile de T-Mobile US soit le plus modeste parmi les 4 opérateurs mobiles nationaux, la compagnie a conclu plusieurs contrats de roaming avec ses principaux concurrents (tels que Cingular) ainsi qu'avec plusieurs fournisseurs locaux. 
Le réseau de T-Mobile utilisait uniquement le GSM à une fréquence de 1900 MHz. Cependant, la plus grande part de la couverture assurée par des partenaires utilise la bande GSM 850 MHz. Depuis septembre 2005, T-Mobile a également lancé un réseau EDGE. En 2006, T-Mobile avait remporté un contrat pour l'utilisation de la bande 3G Spectrum ; ce réseau 3G  HSPA+ utilise les bandes UMTS/HSDPA 1700 MHz et 2100 MHz. En 2013 / 2014 T-Mobile développe un réseau national 4G LTE.
Les clients de T-Mobile aux États-Unis ne disposent pas automatiquement du roaming international. Ce service supplémentaire (appelé "WorldClass"), doit être souscrit avant de partir à l'étranger, son activation prenant un certain temps.

## Personnalités
Jusqu'au milieu de l'année 2006, T-Mobile utilise la voix de Catherine Zeta-Jones pour toutes ses annonces. L'actrice prend une place considérable dans la communication marketing de la marque jusqu'en septembre 2006 où elle est retirée de toutes les campagnes publicitaires en raison d'un re-positionnement de la marque. 
La société a également employé le rappeur Snoop Dogg pour une série de spots en 2004. Elle est également l'un des sponsors de l'équipe de NBA Rookie Challenge.

## Voir Aussi